# 2022年冬季残疾人奥林匹克运动会波多黎各代表团
2022年冬季残疾人奥林匹克运动会波多黎各代表团是波多黎各派出的2022年冬季残疾人奥林匹克运动会代表团。未获得奖牌。